# Projekt 627
Projekt 627 (v kódu NATO třída November) byla první třída útočných ponorek Sovětského námořnictva s jaderným pohonem. Mimo 13 útočných ponorek základního modelu byla postavena ještě experimentální ponorka K-27 s reaktory chlazenými kapalným kovem. Konstrukce třídy November navíc posloužila jako základ pro konstrukci prvních sovětských raketonosných ponorek s jaderným pohonem Projektu 658 (v kódu NATO třída Hotel). Všechny postavené ponorky třídy November již byly vyřazeny.

## Stavba

Ilustrace ponorky třídy November (Projekt 627)

Ilustrace modifikované ponorky třídy November (Projekt 627A)

Ponorka K-27 (Projekt 645) s reaktory chlazenými kapalným kovem

Ilustrace ponorky třídy Hotel (Projekt 658)

Informace špionáže o amerických přípravách na stavbu ponorek s jaderným pohonem (jejich prvním produktem byla ponorka USS Nautilus) vedly roku 1952 Stalina k urychlení vlastního programu vývoje ponorek této kategorie. Jejich šéfkonstruktérem byl jmenován Vladimír N. Peregudov. Podle původní koncepce se přitom nemělo jednat o klasické útočné ponorky, nýbrž o ponorky, které měly napadat nepřátelská pobřežní města a přístavy pomocí obrovského, 28 metrů dlouhého, torpéda ráže 1500 mm s jadernou hlavicí. Ovšem brzy byl nepraktický projekt upraven na klasičtěji pojaté ponorky vybavené torpédy či minami, určené k napadání hladinových lodí.
Celkem bylo loděnicí v Severodvinsku postaveno 13 ponorek základních modelů Projekt 627 a 627A. Práce na prvním kusu začaly v roce 1954, do služby byly zařazeny v letech 1958–1963. V roce 1963 byla do služby zařazena rovněž modifikovaná experimentální ponorka K-27 Projektu 645, která se od klasické třídy November lišila svým pohonem, tvořeným dvěma reaktory chlazenými kapalným kovem. K-27 byla vyřazena roku 1968 po havárii reaktoru.
Na základě projektu 627 byly dále postaveny první sovětské raketonosné ponorky s jaderným pohonem projektu 658 (v kódu NATO třída Hotel).

## Konstrukce
Ponorky měly dvojitý trup rozdělený na devět vodotěsných oddělení. Od počátku byly koncipovány pro podhladinovou plavbu vysokou rychlostí. Byly však výrazně hlučné, což způsoboval jak tvar jejich trupu a množství otvorů v něm, tak i použité reaktory. Největší hloubka ponoru dosahovala 300 metrů. Ponorky měly osm torpédometů ráže 533 mm, pro která nesly 14–20 torpéd s konvenční či jadernou hlavicí. Alternativou byly námořní miny. Pohonný systém tvořily dva tlakovodní jaderné reaktory a dvě turbíny, roztáčející dva lodní šrouby. Nejvyšší rychlost byla 15 uzlů na hladině a 28 uzlů pod hladinou.

## Operační služba

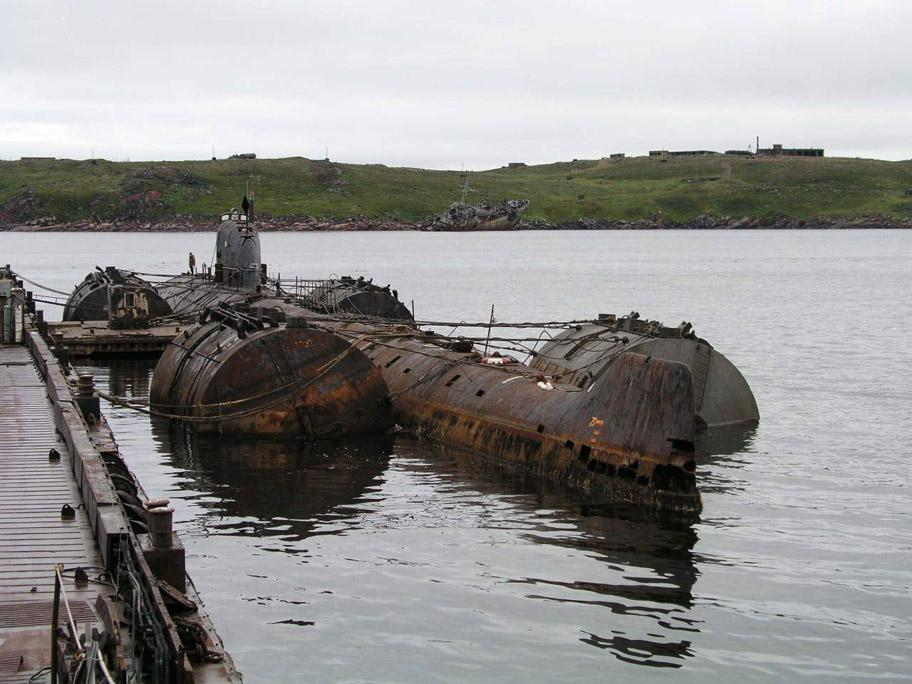
Vrak vyřazené K-159 v roce 2004

K-3 Leninskij Komsomol 17. června 1962 jako první sovětská ponorka poprvé dosáhla pod vedením kapitána Lva Žilcova severního pólu, kde se i vynořila (primát v tomto ohledu – vynoření na severním pólu získala o necelé tři roky dříve americká USS Skate). Na mnoha ponorkách došlo během služby k různým incidentům. Například na K-8 vypukl 8. dubna 1970 požár při hlídkové plavbě v Biskajském zálivu. Ponorka se potopila 12. dubna a dnes leží na dně v hloubce cca 4700 metrů. Zahynulo tehdy 52 námořníků. Požáru se nevyhla ani K-3 Leninskij Komsomol.

### Projekt 645
Na experimentální K-27 došlo roku 1968, při jedné ze středomořských hlídek, k úniku radioaktivity z reaktoru. Tím skončila její operační služba, K-27 zakotvena na poloostrově Kola a její reaktory byly chlazeny a používány k experimentům až do roku 1981.